# 黃文耀
黃文耀（1956年7月1日—2022年2月6日），雲林縣虎尾鎮人。為早期由大天宇傳播公司製作的天宇布袋戲、後期由新世紀國際多媒體發行的新天宇布袋戲之口白演出者、製作人，曾經擔任大天宇影視傳播公司的負責人。

## 生平
- 1956年出生於雲林虎尾的布袋戲世家。祖父是黃海岱，生父是黃俊雄，兄長是黃強華（舊名黃文章），與霹靂布袋戲擔任口白之黃文擇為孿生兄弟，與黃鳳儀、黃立綱為同父異母之弟妹。
- 因雙生子之民俗忌諱，由伯父黃俊卿收養。
- 二十多歲時曾與兄長黃強華、黃文擇三人合組樂團「衝浪」。受挫後回歸父親黃俊雄的布袋戲事業。
- 黃俊卿之五洲園第二團因觀眾地緣屬性較強，投入錄影帶市場失利。其後黃文耀認為自己跟黃文擇為雙生兄弟，兩人天份特質相似，因此跟隨兄長腳步嘗試創作。
- 曾於1982年因父親黃俊雄的推薦而在華視演出。
- 1991年起，推出自創品牌天宇布袋戲。
- 1999年從三立電視獨立出來經營天宇布袋戲。
- 2007年將天宇商標轉手給舊資金主，從此天宇布袋戲戲集不得延續天宇兩字。
- 2010年因地產糾紛，結束了雲林縣虎尾鎮的片廠經營。
- 2011年與新世紀國際多媒體合作，推出新天宇布袋戲，可惜只發售20集就因其他因素而與新世紀結束合作。
- 2022年2月6日因病過世，享壽66歲。

## 口白特色
- 遵循布袋戲傳統，十多年來劇中所有男女老幼角色均由其單人配音。
- 擅長抒情獨白，融入感情極深。
- 創造許多獨特語調，膾炙人口。如：天宇角色悟刀生的尾音上揚語調、離凡星主的台風京片子、神蝶之「反說神話」、千少一之慵懶語調等。語音千變萬化，出人意表。

## 其他
- 大天宇影視傳播公司是由黃文耀成立，以發行天宇布袋戲系列劇集為主要業務。
- 後來為新世紀國際多媒體新天宇布袋戲擔綱專業口白人員。